# Aletis helcita
Aletis helcita is een vlinder uit de familie van de spanners (Geometridae). De wetenschappelijke naam is gepubliceerd in 1763 door Linnaeus.
De soort komt voor in tropisch Afrika.